# Robert Breuer

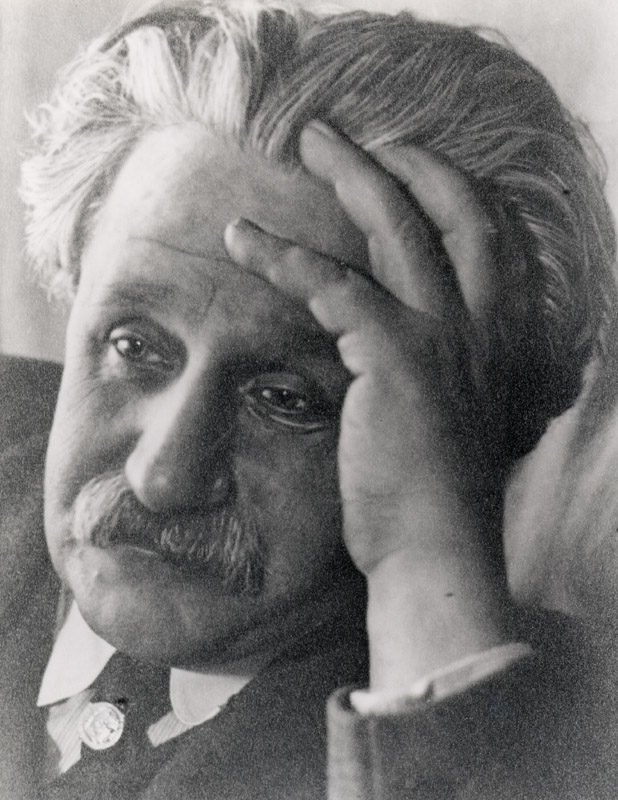
Robert Breuer

Robert Breuer (eigentlich Lucian Friedlaender; * 28. Juni 1878 in Rzeki bei Tschenstochau, Russisches Kaiserreich; † 30. April 1943 auf Martinique) war ein deutscher Journalist und Publizist. Als Vertrauter Friedrich Eberts war er 1919 stellvertretender Pressechef der Reichskanzlei und des Auswärtigen Amtes.

## Leben und Werk
Der studierte Theologe Breuer war bereits Kunstkritiker des sozialdemokratischen Vorwärts, als er 1911 seine Mitarbeit bei der von Siegfried Jacobsohn herausgegebenen Wochenzeitschrift Die Schaubühne begann. Da sich die Schaubühne zu diesem Zeitpunkt noch ausschließlich Theaterthemen widmete, beschränkten sich die Beiträge Breuers auf die unterschiedlichsten kulturellen Bereiche. Dies änderte sich mit der thematischen Erweiterung der Schaubühne im Jahre 1913 und dem Beginn des Ersten Weltkrieges. Im November 1915 startete Breuer unter dem Pseudonym Cunctator (lateinisch = Zögerer) eine Serie von Leitartikeln, die sich kritisch mit der Politik der Reichsregierung und dem politischen Zustand des Reiches auseinandersetzten. Die Serie gipfelte am 23. Dezember in dem Beitrag „Die Krise des Kapitalismus“, in dem er den Weltkrieg als Ausdruck einer Kapitalismuskrise beschrieb und der mit der Feststellung endete: „Nur die Internationale des Proletariats kann die Krise des national verbrämten Kapitalismus überwinden.“
Aufgrund dieses Artikels wurde die Schaubühne zunächst verboten. Jacobsohn konnte jedoch ein weiteres Erscheinen des Blattes sicherstellen, indem er in eine Vorzensur einwilligte. Zum Germanicus gewandelt kehrte Breuer allerdings im Januar 1916 als Kommentator zurück in das Blatt. In den folgenden drei Kriegsjahren setzte Breuer seinen auf Verständigung und demokratischen Fortschritt ausgerichteten Kurs fort, wobei es 1918 zunehmend zu Differenzen zwischen Jacobsohn und Germanicus kam. Nach den Anfangserfolgen der deutschen Frühjahrsoffensive 1918 rückte Breuer von seiner strikt anti-annexionistischen Position ab und verließ auch auf anderen Gebieten die bisherige Linie des Blattes. Die Differenzen zwischen dem MSPD-Anhänger Breuer und Jacobsohn, der mehr für die Position der USPD eintrat, führten schließlich zum Abschied von Germanicus am 5. Dezember 1918. Breuer blieb der Weltbühne, wie die Schaubühne inzwischen hieß, jedoch bis 1931 als kulturpolitischer Journalist verbunden. Seinen Abschied kommentierte Breuer mit einer drastischen Einschätzung der politischen Lage:

„Lieber Jacobsohn,
Sie sagen mir, daß Sie vor Ihrem Gewissen nicht länger meine Wochenbetrachtungen verantworten können. (…) Ich bin nichts weniger als hysterisch und habe lange und laut genug gegen den Größenwahn der deutschen Welthegemonie gekämpft. Aber ich kann es mir nicht erhaben vorstellen, wenn ein vom bolschewistischen Fieber zerrüttetes Deutschland zu einer von französischen Niggern kontrollierten englischen Kolonie wird.“

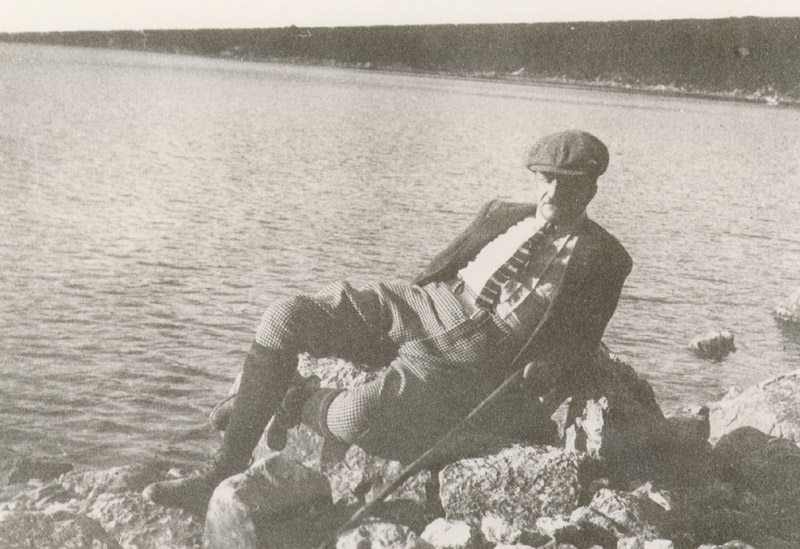
Robert Breuer 1921

Konsequent schien es somit, dass Breuer von 1919 für die neue Reichsregierung unter Ebert arbeitete. Ebert wurde dagegen von der Weltbühne häufig als Verräter an der Revolution vom 9. November 1918 bezeichnet.
Von 1920 bis 1925 war Breuer Direktor des Verlages für Sozialwissenschaft. In dieser Zeit redigierte er auch die sozialistische Wochenschrift Die Glocke. Anschließend, von 1925 bis 1932, arbeitete als Abteilungsleiter in der Reichszentrale für Heimatdienst, der Vorläuferin der heutigen Bundeszentrale für politische Bildung.
1933 floh er über die ehemalige Tschechoslowakei nach Frankreich, wo er ebenfalls publizistisch tätig war. Er schrieb dort unter anderem für die Pariser Tageszeitung, das Nachfolgeblatt des Pariser Tageblatts, insbesondere zahlreiche Theaterkritiken; zeitweise war er auch angestellter Redakteur dieser Zeitung. 1938 wurde er aus Deutschland ausgebürgert. Seine Flucht vor den Nationalsozialisten führte ihn schließlich 1940 über Marokko nach Martinique. Dort gelang es ihm nicht, ein Visum in die USA zu erhalten. Da die zu Vichy-Frankreich gehörende Insel von den alliierten Kriegsschiffen blockiert wurde, kam es zu einem großen Mangel an Lebensmitteln. Über Breuers letzte Stunden berichtete der ebenfalls auf Martinique gestrandete Kurt Kersten rückblickend:

„Da sah ich voller Schrecken einen alten ausgezehrten Mann mit fahlem, eingefallenen Gesicht, die abgemagerten Arme lagen wie dürre Stöcke auf der Decke des Feldbettes. Aus den einst leuchtend hellblauen Augen war jeder Glanz verschwunden, die aus dem bleichen, schon wächsernen Antlitz herausspringende Nase schien allein noch zu leben. (…) Der Arzt sagte: ‚Wir haben keine Medikamente und auch nicht einmal die richtige Ernährung für unsern Freund, die Krankheit ist auch schon so weit fortgeschritten, daß man gar nicht mehr viel für ihn tun kann.‘ – ‚Welche Krankheit?‘ – Ein mitleidiger Blick traf mich, als sähe man mir nicht selber die Folgen des Hungers an: ‚Welche Krankheit?! Hunger!‘“

Breuer starb in der Nacht zum 30. April 1943 völlig verarmt und entkräftet an den Folgen einer Malaria in einem Krankenhaus. Er hinterließ seine Frau und einen Sohn.

## Schriften
- (Hrsg.): Deutschland’s Raumkunst und Kunstgewerbe auf der Weltausstellung zu Brüssel 1910. Stuttgart 1910.
- mit Hans Landsberg, Ulrich Rauscher: Das deutsche Soldatenbuch. Berlin 1914.